# Francis Anastasi
Francis Anastasi (Marsiglia, 23 aprile 1933) è un ex ciclista su strada francese.
Professionista dal 1953 al 1962, nel 1954 concluse al secondo posto la Milano-Sanremo e al terzo la Parigi-Nizza. Anche suo fratello minore, Jean Anastasi, fu un ciclista professionista, con cui militò in diverse squadre.

## Palmarès
- 1952

Nice-Puget-Théniers-Nice
- 1953 (France-Sport-Dunlop, una vittoria)

Trophée du Journal d'Alger
- 1954 (Mercier-BP-Hutchinson, una vittoria)

Grand Prix de Monaco
- 1955 (Mercier-BP-Hutchinson, una vittoria)

3ª tappa Tour du Sud-Est
- 1957 (Mercier-BP-Hutchinson, due vittorie)

Classifica generale Tour du Maroc
1ª tappa Circuit du Cher
- 1959 (Coupry-Margnat, una vittoria)

Grand Prix de Cannes

### Altri successi
- 1954 (Mercier-BP-Hutchinson)

Grand Prix de Nice
Grand Prix de Saint Raphael
- 1955 (Mercier-BP-Hutchinson)

Critèrium d'Alger
Criterium di Toulon
Grand Prix des Oeuvres sociales - Daumesnil
Grand Prix de Rousies
- 1956 (Mercier-BP-Hutchinson)

Ronde d'Aix-en-Provence (Criterium)
- 1957 (Mercier-BP-Hutchinson)

Criterium di Bessereix
- 1959 (Coupry-Margnat)

Ronde d'Aix-en-Provence (Criterium)
Criterium di Vals-les-Bains
Grand Prix de Saint Raphael

## Piazzamenti

### Grandi giri
- Vuelta a España

1960: ritirato

### Classiche monumento
- Milano-Sanremo

1954: 3º
1955: 15º
- Parigi-Roubaix

1962: 54º

### Competizioni mondiali
- Campionati del mondo

Solingem 1954 - In linea: ritirato